# Mecha

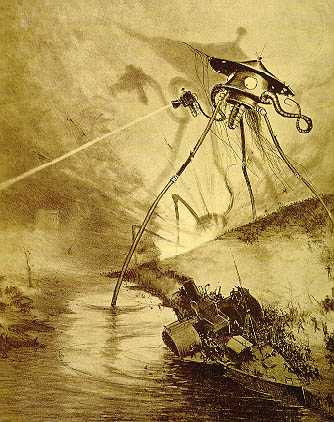
Mecha (o anche Tripode) dal romanzo La guerra dei mondi

I mecha o mech sono mezzi o strumenti, di origine meccanica o naturale, presenti in numerose opere di fantasia, dalla letteratura ai manga e agli anime, che si caratterizzano per essere comandati da almeno un pilota presente all'interno della struttura di tali veicoli. 
Il termine è anche usato per indicare nello specifico il genere fantascientifico robotico.

## Etimologia
Si può ricondurre il termine "mecha" alla parola giapponese meka (メカ?), abbreviazione della traslitterazione katakana proveniente dalla parola latina mechanica (derivante a sua volta da un più antico termine greco avente come significato "mezzo", "strumento"), in italiano "meccanica". Tuttavia, mentre al di fuori del Giappone si tende a far corrispondere al significato di "mecha" solo strumenti robotici che possiedono specifiche caratteristiche di dimensione e controllo, nel paese del Sol Levante il termine "meka" è invece connesso a ogni elemento meccanico ed è usato per riferirsi anche ad auto, armi, elaboratori, veicoli e astronavi di ogni sorta, e parimenti ai cyborg.
Ad esempio in Giappone anche i replicanti di Blade Runner possono essere definiti "meka". Viceversa in occidente il termine reimportato con la nuova traslitterazione mecha o mech ha generalmente acquisito l'accezione di grande o enorme strumento meccanico semovente comandabile da uno o più piloti presenti all'interno della struttura esoscheletrica di tale strumento. La prima diffusione su larga scala della parola avvenne in seguito al successo della serie televisiva Robotech.

## Descrizione
Sovente i mecha sono bipedi, anche se non necessariamente; la forma più frequente è quella umanoide, ma non mancano esempi di macchine a forma animale (ad es. dinosauro, leone o altro). Nella maggior parte dei racconti sono intesi come armi da combattimento, ma anche questo ruolo non è necessariamente il solo possibile: possono ad esempio esserci dei mecha con compiti civili come polizia, costruzione od altro. Solitamente i nomi con cui vengono chiamati gli automi varia da opera ad opera. Le nomenclature più popolari sono il mobile suit, resa popolare dalla saga di Gundam, e il più convenzionale "mech", reso celebre dal wargame BattleTech e dalla sua trasposizione videoludica nella saga di MechWarrior, ma i nomi sono fra i più svariati (si va dai Knightmare di Code Geass ai kBot di Total Annihilation, passando per gli HERCULANs di Metaltech: Earthsiege, per esempio).
Si fa distinzione fra due tipi di mecha:
- real robot, vengono concepite come armi reali, da produrre in serie e che, parzialmente o totalmente, risentono (e subiscono) di caratteristiche realistiche come l'usura, le munizioni, ecc.
- super robot, sono super macchine, spesso uniche, dotate di armi e abilità incredibili, nonché di caratteristiche di velocità, agilità e resistenza irreali

Esiste anche una terza categoria, quella delle armature potenziate (o esoscheletri potenziati). La differenza fra di loro è essenzialmente che, mentre i primi sono veicoli in forma generalmente umanoide, i secondi sono armature reinterpretate in chiave tecnologica (ne è un esempio Iron Man, eroe dei fumetti Marvel).
Il primo esempio di mecha è contenuto nel romanzo La guerra dei mondi di H. G. Wells, dove i marziani invadono la Terra utilizzando dei tripodi da combattimento. Da allora l'impiego di queste potenti macchine si è esteso ad ogni ambito artistico, dal cinema al fumetto, dividendosi in particolare in due poli ludici a seconda della cultura: quella occidentale (in particolare americana, celebre è la saga di BattleTech) si è focalizzata maggiormente sui videogiochi, mentre quella giapponese ha popolarizzato i robot (al punto che ne sono diventati uno dei simboli) nel campo dell'animazione. Qui la figura del mecha designer ha assunto notevole importanza proprio grazie ai "robot giganti". Contrariamente a quello che si crede, i mecha non sono appannaggio esclusivo di opere di fantascienza, ed esistono anche versioni fantasy, ne è un esempio l'Escaflowne dell'omonima serie animata giapponese. Sono comunque casi sporadici.
Recentemente con la pubblicazione dell'opera L'attacco dei giganti, sono stati aggiunte ulteriori definizioni come:
- giganti, concepiti come veri e propri esseri umani giganteschi costituiti non più da parti meccaniche ma da un normale corpo umanoide (costituito quindi da organi, tessuto muscolare, tessuto scheletrico e quant'altro normalmente presenti in un corpo umano).

## Aspetti dei mecha all'esterno ed all'interno del Giappone

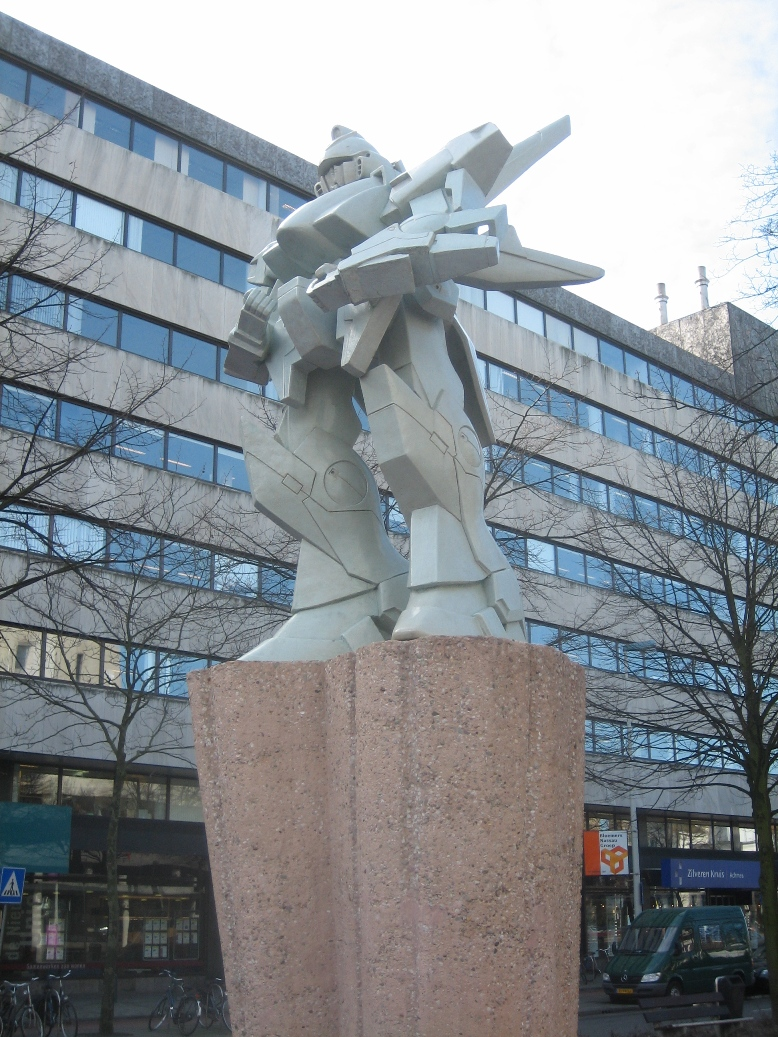
Statua di Hans van Bentem a Rotterdam raffigurante un mecha

Il termine "mecha" è usato per descrivere i robot da guerra molto più spesso fuori dal Giappone che non nella loro patria. "Mecha" come sostantivo nasce dalla serie BattleTech (dove spesso è scritto come 'Mech, abbreviazione di BattleMech oppure OmniMech), e non è utilizzato in Giappone in altri contesti, se non come un involontario errore di dicitura di "mecha" (ad eccezione della versione giapponese di BattleTech, che cerca di mantenere la parola inglese). In Giappone è molto più frequente il termine "robot", e nelle stesse storie giapponesi sono raramente conosciuti come "mecha".
Il più noto contesto occidentale di mecha è BattleTech, che originariamente era un wargame tridimensionale (per poi essere trasportato nel mondo dei videogiochi con la saga di MechWarrior), il quale è stato molto influente, rappresentando una base per gran parte di giochi e prodotti in altri media. FASA, la compagnia che lo produsse, fu tuttavia citata per violazione del copyright per aver utilizzato diversi design da serie come Macross ed altra senza licenza (la sua prima edizione, inizialmente chiamata BattleDroids, includeva due corredi di modelli giapponesi 1/144 dall'anime Fang of Sun Dougram).
Dentro e fuori dal paese nipponico vi è differenza anche dal punto di vista grafico e funzionale. In Giappone solitamente gli automi sono agili, veloci macchine da combattimento che vengono immaginate molto più umanoidi nell'aspetto e nei movimenti (con pochissime eccezioni come il Guntank di Gundam). Gli automi non-giapponesi sono invece molto più meccanici e meno agili, ritratti come macchine massicce e potenti ma non aggraziate e non sempre umanoidi, come ad esempio il Metal Gear (che è comunque giapponese) nell'omonima serie di videogiochi (anche qui alcune eccezioni seppur meno sporadiche, come Heavy Gear o Shogo, i quali sono molto influenzati dagli anime nipponici nel design). Si può notare quindi che, mentre in Giappone i mecha siano molto più simili a delle estensioni a livello gigantesco e robotico del pilota, cioè del guerriero stesso, al suo esterno siano concepiti maggiormente come semplici mezzi blindati su arti meccanici anziché ruote o cingoli.

## I mecha negli anime
Nel campo degli anime il termine mecha individua ormai il genere fantascientifico robotico, dove i mecha ed i loro piloti sono quasi sempre i protagonisti centrali, con i primi, soprattutto nei super robot, spesso più importanti del pilota. Queste macchine sono sempre di dimensioni molto maggiori di quelle umane, ma esiste una grande variabilità anche al loro interno: dagli 8-9 metri dei Labor, ai 18 dei Mobile Suit di Gundam, a mezzi colossali come gli Evangelion o il Daitarn 3, per arrivare a mecha grandi quanto un pianeta o addirittura una galassia (come avviene in Sfondamento dei cieli Gurren Lagann).
La distinzione fra due "classi" di mecha viene constatata soprattutto dai fan degli anime per differenziarli fra loro: i Real Robot, ovvero i mezzi caratterizzati da un certo realismo tecnologico, spesso prodotti in serie e considerati come macchine comuni per quanto costose, ed i Super Robot, esemplari unici dai poteri praticamente illimitati che rappresentano il vero protagonista della serie. I primi a nascere furono i super-robot all'inizio degli anni settanta, dalla mente di Gō Nagai, ideatore di robot molto popolari come Mazinga Z (il primo della categoria a nascere), Grande Mazinga, Mazinkaiser o Goldrake. I real-robot nacquero sul finire del decennio con Gundam, ideati da un'altra figura di spicco nel genere, Yoshiyuki Tomino.
Tuttavia, nonostante in Gundam per la prima volta si verificassero casi come, ad esempio, l'esaurimento delle munizioni del protagonista durante uno scontro cruciale o il danneggiamento del robot a causa di un atterraggio troppo brusco, la serie, essendo la prima, manteneva ancora diversi retaggi del super-robot: ad esempio, rispetto agli altri Mobile Suit il Gundam rimaneva un'arma unica (fattore giustificato nella serie con il costo elevato dell'arma che venne quindi serializzata in un altro modello, il più leggero GM) ed era nettamente superiore agli altri automi, a volte quasi inscalfibile (fattori giustificati dall'elevata tecnologia del modello, in particolare per corazzatura e meccanizzazione). Questo fattore indica che la distinzione fra real-robot e super-robot non è rigida ma può avere più o meno delle tendenze a seconda dell'opera. La distinzione stessa è stata inoltre resa relativa dalla commistione del robotico con altri generi distanti come il genere fantastico: ad esempio Panzer World Galient, Escaflowne, Seisenshi Dunbine, Maze o Magic Knight Rayearth.
Esistono anche anime in cui i mecha sono secondari rispetto alla trama di sfondo ai protagonisti, o del tutto marginali: il primo esempio di questo approccio fu Armored Trooper Votoms, poi seguito da altri prodotti come Gunparade March, si tratta di serie dove di fronte ad un contesto bellico che vede l'impiego di robot, la storia ha un altro focus e i mecha non sono più rilevanti di un qualsiasi aeroplano o carro armato in un film di guerra. Le "gradazioni" con cui i mecha possono essere rilevanti in un anime ovviamente sono varie e dipende certo dall'opera.
È molto frequente vedere modellini e giocattoli che riprendono le fattezze dei robot protagonisti di questi anime; ad esempio, i modellini di Gundam sono quasi onnipresenti in Giappone. Il pilota è quasi sempre un giovane, spesso un adolescente: un esempio celebre è appunto Gundam. Non è una regola immutabile, comunque: nell'universo di Gundam si possono contare diversi assi dei Mobile Suit relativamente anziani. Il Mazinga Z di Gō Nagai (trasmesso nel 1972) è probabilmente il primo esempio di mecha all'interno di un anime, anche se è possibile risalire fino al 1960, l'anno di diffusione di Super Robot 28 (Tetsujin 28-Go), il giovane protagonista cavalcava il robot, piuttosto che comandarlo dall'interno. Il primo Real Robot fu l'RX-78 Gundam creato da Kunio Ōkawara per la serie Mobile Suit Gundam di Yoshiyuki Tomino, del 1979.

### Mecha trasformabili o assemblabili
Sono dei mecha che hanno la particolare abilità di cambiare forma, da veicolo a robot e viceversa (esempio: Robotech o Daitarn 3), oppure spesso di unirsi ad altri mecha, o veicoli o componenti, per formare robot ancora più grandi e più potenti (vedi: Combattler V, Vultus 5, God Sigma, Voltron, oppure Super sentai, ma anche Getta Robot, Jeeg Robot d'acciaio, Daltanious, Trider G7). La maggior parte di questi mecha sono diretti ad un pubblico molto giovane. Un chiaro esempio di Mecha Trasformabili sono appunto i Transformers, protagonisti di alcune serie animate e di film dal vivo. Una concezione più "adulta" dei Mecha Trasformabili si può vedere nella serie animata Aquarion. Go Nagai, insieme a Ken Ishikawa, viene spesso indicato come l'inventore del genere, con la serie Getta Robot del 1974.

### L'attacco dei giganti
Recentemente nell'anime L'attacco dei giganti, il concetto di mecha viene rielaborato trasformando i normali robot in veri e propri corpi umani, governati comunque da un pilota, con una narrazione ed uno sviluppo narrativo del tutto simile a quello di altre opere prima citate. 

## Armatura potenziata
Diversamente dai mecha giganti, le armature non sono molto più grandi di un uomo. In sostanza, sono dei "vestiti" meccanici corredati di diversi meccanismi volti a potenziare la forza e la velocità di chi li indossa, come degli esoscheletri artificiali. Spesso possiedono vari tipi di armi, e in alcuni casi un qualche tipo di propulsore che permette anche di volare. Un esempio lampante di questo tipo di armature è il supereroe Marvel Iron Man, che utilizza la propria armatura sia come arma sia come macchina di supporto vitale (mentre simbolo della simbiosi tra l'uomo e l'armatura, presente molto spesso nell'opera, è il costume Venom di Spider-Man che si pone su questo stesso tema). Una delle più note armature potenziate è quella del romanzo di fantascienza Fanteria dello spazio (Starship Troopers) (omesse tuttavia nella trasposizione cinematografica del 1997). Si ricordino a tal proposito anche le armature potenziate di Avatar, quantunque siano solo un mero particolare per buona parte del film, o quelle dei due film di Pacific-Rim.
Direttamente influenzate dalla descrizione heinleiniana delle armature della "fanteria mobile" sono le powered armour in dotazione agli Space Marine del wargame tridimensionale Warhammer 40.000 (che per il proprio retroterra saccheggia molta produzione fantascientifica degli anni cinquanta - ottanta) e le truppe spaziali del videogioco StarCraft, sviluppato autonomamente dalla Blizzard una volta che la Games Workshop rifiutò l'offerta di concedere in licenza la proprietà intellettuale dei propri giochi da tavolo per ricavarne giochi per PC (da cui l'evidente 'filiazione' fra gli Space Marines di WH40K e i trooper umani di Starcraft). Negli ultimi anni si è fatto notare un nuovo tipo di amatura potenziata, quella degli Spartan del mondo fantascientifico di Halo o la tuta energetica di Samus Aran di Metroid. Da segnalare assolutamente la potentissima NanoSuit del videogioco Crysis, che ha un ruolo tutt'altro che marginale, divenendo essa stessa protagonista del secondo capitolo della serie.
Degne di nota anche le armature atomiche onnipresenti in tutti i capitoli della saga fallout che conferiscono all'utilizzatore forza, velocità e robustezza. Nel versante giapponese, possiamo citare Tekkaman, Teknoman Gordian, di cui esistono alcune serie animate, e Guyver di cui esistono un fumetto e una serie animata, doppiata ma mai andata in onda in Italia e accessibile solo tramite VHS o DVD. Per quanto riguarda Guyver, in particolare, l'armatura è un essere vivente che entra in simbiosi con il corpo ospite, e a cui conferisce superpoteri e supporto vitale anche in situazioni estremamente critiche.
Notevoli anche le armature visibili come proprio le motociclette trasformabili della "terza serie" di Robotech, ma anche come i veicoli-robot dei terrestri o dei nemici della "seconda serie".
Pure da considerare come una sorta di armature quelle assemblabili una nell'altra di altri cartoni. Infine si può citare Masamune Shirow, autore di Ghost in the Shell e Appleseed; in quest'ultima opera, i personaggi utilizzano spesso degli esoscheletri di circa 3 metri di altezza detti Landmate.
Per quanto siano creazioni di fantasia, specialmente questi ultimi tipi di mecha sono ispirati ai veri prototipi di esoscheletri potenziati (destinati ad usi non bellici) attualmente in fase di studio da parte di alcuni centri di ricerca Giapponesi e del Governo degli Stati Uniti.